# 張常
張常（1554年—1593年），字以綱，號肖春，福建漳州府漳浦縣人，民籍，明朝政治人物。

## 生平
萬曆元年（1573年）癸酉科福建鄉試第六十六名，萬曆十一年（1583年）癸未科會試第五十一名，登三甲第一百八十三名進士。刑部觀政，十四名授户部主事，十八年升员外郎，二十年升郎中，本年官至赣州府知府。二十一年卒。

## 家族
曾祖張中；祖父張仕琢；父張正學。母何氏。严侍下。從兄张纯，山東按察司按察使。张问明，歲贡生；张時迪，知州。